# Otto Weber (Maler, 1832)

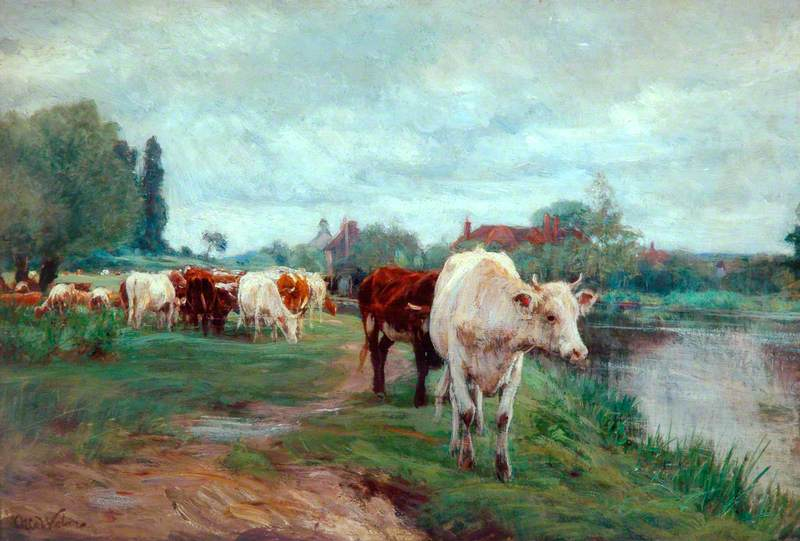
Kuhherde

Carl Emil Otto Weber (* 17. Oktober 1832 in Berlin; † 23. Dezember 1888 in London) war ein in Deutschland, Frankreich, Italien und England tätiger deutscher Genre- und Landschaftsmaler.

## Leben
Weber war der Sohn des Kaufmanns Wilhelm Weber und dessen Frau Henrietta. Er studierte in Berlin an der Königlich-Preußischen Akademie der Künste bei Carl Steffeck und in Paris bei Thomas Couture.
In den Jahren 1863 bis 1864 besuchte er die Bretagne, wo er romantische Genrebilder aus dem täglichen Leben malte. Hier entdeckte er 1864 das Dorf Pont-Aven, wo sein erstes auf dem Pariser Salon ausgestelltes Bild „Noce à Pont-Aven“ entstand. Später gründeten dort die Künstler um Paul Gauguin die Schule von Pont-Aven. Weber nahm bis 1869 am Pariser Salon teil, 1864 und 1869 wurden seine Werke mit Medaillen ausgezeichnet.
Nach dem Ausbruch des Deutsch-Französischen Krieges 1870 musste Weber Frankreich verlassen. Er verbrachte die nächsten Jahre in Rom.
Auf die Einladung von Königin Victoria kam Weber 1872 nach London, wo er den Rest seines Lebens verbrachte. Von 1874 bis 1888 stellte er seine Werke auf den Ausstellungen der Royal Academy of Arts aus. Er wurde zudem zum Mitglied „‘Old Watercolour’ Society“ gewählt und gehörte zudem dem „Institute of Painters in Oil Colours“ an. Er erhielt Aufträge der Königin. Zu der Werken, die in London entstanden gehören The First Snow on the Alp, Doughty and Carlisle (Die Hunde der Königin), Greedy Calves oder A Sunny Day, Cookham.